# Dunja Prćić
Dunja Prćić(Subotica, 17. veljače 1987.) srbijanska je košarkašica članica srbijanske košarkaške reprezentacije i ŽKK Novi Zagreb. Pored srbijanskog, ima i hrvatsko državljanstvo. Igra na pozicijama 2 i 3, gdje je jednom od najboljih srpskih igračica na tim pozicijama.

## Karijera
Dunja Prćić rođena je u Subotici u obitelji vojvođanskih Hrvata. U karijeri je prvo igrala za Spartak iz rodne Subotice. Potom je prešla u Crvenu zvezdu u kojoj je igrala četiri sezone. Adresu u Beogradu zamijenila je Partizanovom, u kojem je ostala tri sezone. U Partizanu se je okitila trima uzastopnim naslovima državnih prvakinja Srbije: 2010., 2011. i 2012. godine. Četverostruka je finalistica kupa koji nosi ime Milana Vasojevića, a jednom ga je uspjela osvojiti. U karijeri je dvaput ušla u najboljih pet obrambenih igračica srbijanskog prvenstva.
U europskim je kupovima njen najveći doseg bio 2011. godine kad je s beogradskim Partizanom ušla među osam najboljih klubova u Eurokupu.

## Reprezentacija
Za reprezentaciju Srbije i Crne Gore nastupala je još od kadetskih kategorija. Igrala je za reprezentaciju do 16 i do 18 godina. S njima je 2003. i 2005. godine osvojila naslov europskih prvakinja na europskim prvenstvima. 2003. su u četvrtfinalu tijesno pobijedile Hrvatsku Emanuele Salopek, Ane Semren i Luce Ivanković 56:55. 2004. je na EP do 18 godina bila 4.
2005. se pokazala sjajnom i na svjetskoj smotri. Na svjetskom prvenstvu do 19 godina osvojila je srebrnu medalju.
Potom je igrala za srbijansku reprezentaciju.
Sa srbijanskom reprezentacijom do 20 godina starosti 2007. osvojila je srebrnu medalju na europskom prvenstvu u Bugarskoj. Sudjelovala je i na Univerzijadama 2007. i 2009. godine.
Dobila je posebno športsko priznanje Grada Subotice za ostvarene športske rezultate u 2005. godini. Žiri su činili: predsjednik Andrija Romić te članovi žirija Mile Mileusnić, Atila Kikić, Aleksandar Matković, Mirko Lazić, Mirko Matlari, Laslo Bala, Josip Marković, Zoran Kalinić, Momir Ćirić, Akoš Budinčević, Dragica Pavlović, Marta Bašić i Nikola Stantić.

## Vanjske poveznice
- Hrvatska riječ[neaktivna poveznica] Dunja Prćić: Košarka je san koji živim. Razgovarao Dražen Prćić, 14. veljače 2012.